# Caroline Möller
Caroline Marie Elisabet Möller, född 7 maj 1958, är en svensk keramiker.

## Biografi
Carolne Möller är utbildad vid Nyckelviksskolan Keramiklinjen 1983-1984, Rönnowska skolan i Helsingborg 1985 samt PKI-skolan i Lidköping. Möller driver företaget Keramik Haget Caroline Möller AB i Byxelkrok. 
Hon har deltagit i en rad samlingsutställningar i Sverige men också i Danmark, Norge och Lettland. Möller finns representerad i  Oskarshamns bibliotek med utsmyckning från 2002, i Böda kyrka med dopkanna och dopskål från 2000, samt i Borgholms kyrka med nattvardskärl från 1999,
Möller är medlem i Åkerbokonstnärerna och Konsthantverkarnas Industri- och Formgivning.